# Cetus
Cetus, Ceto, la Ballena o el Monstruo Marino es una constelación del hemisferio sur, en una región conocida como Agua, cerca de otras constelaciones como Aquarius, Piscis y Eridanus.

## Características destacables

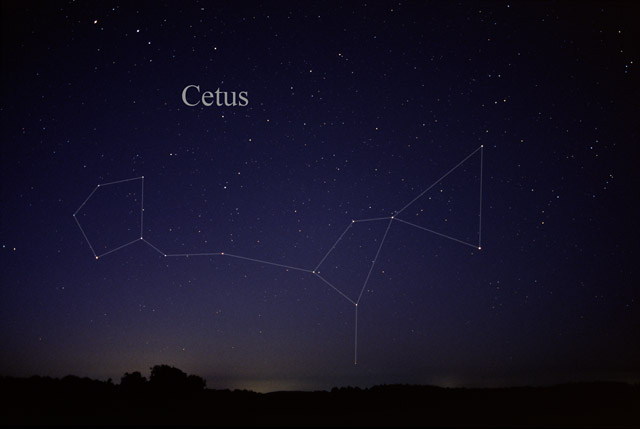
Constelación de Cetus.

La estrella más brillante de Cetus es β Ceti —llamada oficialmente Diphda y conocida también como Deneb Kaitos—, gigante de color amarillo-naranja y tipo espectral G9.5III que se encuentra a 96 años luz de distancia. Es una de las estrellas más brillantes en rayos X en las cercanías del sistema solar; dicha radiación se origina en la corona calentada a varios millones de K debido al campo magnético estelar.
Le sigue en brillo Menkar (α Ceti), una gigante roja de tipo M1.5IIIa cuyo diámetro es 89 veces más grande que el Sol. Situada tres veces más lejos de nosotros que Diphda, su masa es 3,8 veces mayor que la masa solar.
γ Ceti, llamada Kaffaljidhma, es una estrella múltiple cuyas dos componentes principales son una estrella blanca de la secuencia principal de tipo A2Vn y una compañera algo más fría de tipo F4V; separadas visualmente dos segundos de arco, sus masas respectivas son 2 y 1,1 veces mayores que la masa solar.
La constelación cuenta con varias gigantes naranjas —una clase de estrellas bastante común en el cielo nocturno— como Deneb Algenubi (η Ceti), a 118 años luz y de tipo espectral K2IIIb, o Baten Kaitos (ζ Ceti), a 260 años luz y 25 veces más grande que el Sol. Esta última es una binaria espectroscópica con un período orbital de 4,5 años.
δ Ceti es una subgigante caliente de tipo B2IV y 21 900 K de temperatura efectiva; es, además, una variable Beta Cephei cuyas variaciones de brillo se deben a pulsaciones en su superficie.
λ Ceti y ξ2 Ceti son gigantes blanco-azuladas más frías de tipo B6III y B9III que tienen una temperatura de 13 940 y 10 650 K respectivamente.
μ Ceti es una gigante de tipo A9IIIp y una binaria espectroscópica.
σ Ceti y 6 Ceti son estrellas de la secuencia principal de tipo F5V: con una temperatura superficial de unos 6300 K, la primera es 7 veces más luminosa que el Sol y la segunda 3,5 veces más luminosa que este.
Con una temperatura superficial de 6271 K, φ2 Ceti es una estrella de tipo F7V algo más fría cuya masa es un 19 % mayor que la masa solar.
Por su parte, κ1 Ceti es una joven enana amarilla de tipo G5V que se encuentra a 30 años luz de nosotros; es una variable BY Draconis en donde ciertos rasgos magnéticos —como manchas estelares— entran y salen del campo de visión conforme la estrella rota.

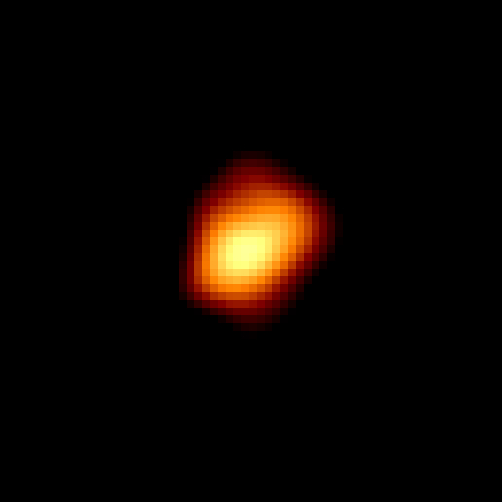
Imagen de Mira obtenida con el telescopio espacial Hubble

Pero el astro más notable de la constelación es Mira (ο Ceti), la primera estrella variable descubierta. A lo largo de su período de 331,96 días alcanza una magnitud máxima de 2,0 —siendo en ese momento la más brillante en la constelación— para caer luego hasta magnitud 10,1. Mira se encuentra en las últimas fases de su evolución estelar y su variabilidad proviene de pulsaciones en su superficie, cambios en el tamaño de la estrella —que pueden suponer un 15 % en cada pulsación— que afectan también a su temperatura y luminosidad.
R Ceti es otra variable de este tipo en la constelación, variando su brillo entre magnitud +7,2 y +14,0 a lo largo de un período de 166,24 días.
Por el contrario, T Ceti es una variable semirregular SRC cuyo brillo fluctúa entre magnitud +5,0 y +6,9. De tipo espectral M5-6Se, su temperatura efectiva es de solo 2400 K.
Una enana blanca en esta constelación, ZZ Ceti, es el prototipo de una clase de variables que llevan su nombre, variables ZZ Ceti. Se caracterizan porque la variabilidad es debida a pulsaciones no radiales, con períodos de pulsación típicos entre 100 y 1200 s. La variabilidad de ZZ Ceti fue descubierta en 1970 por B.M. Lasker y J.E. Hesser.
Otra variable en la constelación es AB Ceti, sistema binario constituido por una estrella A químicamente peculiar muy rica en estroncio y una compañera —presumiblemente una enana blanca— que la completa una órbita cada 2,998 días. El sistema emite rayos X duros, posiblemente provenientes del remanente estelar.
En Cetus son varias las estrellas que tienen exoplanetas. En la citada Deneb Algenubi se han detectado dos planetas con períodos orbitales de 403,5 y 751,9 días.
τ Ceti, la segunda enana amarilla más próxima al Sol, posee un sistema planetario con hasta nueve posibles planetas.
En torno a 75 Ceti, gigante amarilla de tipo G3III, orbita un planeta a una distancia de 2,1 ua y existe cierta evidencia de que podría haber un segundo planeta en el sistema. 
Igualmente, 94 Ceti es una binaria cuyas componentes son una enana amarilla y una enana roja; alrededor de la primera se mueve un planeta un 85 % más masivo que Júpiter en una órbita relativamente excéntrica.
BD-17 63 —denomnada Felixvarela— es una enana naranja con un exoplaneta 5,33 veces más masivo que Júpiter.
Finalmente, Axólotl, nombre oficial de HD 224693, es una subgigante con un planeta gigante que orbita a 0,19 ua.
Además de τ Ceti y κ1 Ceti, en esta constelación se localizan otros análogos solares como 9 Ceti,  DK Ceti y EX Ceti. Estas tres últimas son variables BY Draconis cromosféricamente activas; la primera de ellas, distante 66 años luz, tiene solo 600 millones de años de edad y muestra rápidos incrementos de brillo que se atribuyen a fulguraciones.
En esta constelación hay también estrellas próximas al sistema solar interesantes. El cercano sistema estelar Luyten 726-8, a 8,73 años luz de distancia, está constituido por dos enanas rojas de tipo espectral M5.5V y M6V. Ambas son estrellas fulgurantes: una de ellas, denominada UV Ceti, es una de las estrellas fulgurantes más célebres, siendo conocida esta clase de variables eruptivas como variables UV Ceti. En 1952 el brillo de UV Ceti aumentó 75 veces en cuestión de 20 segundos.
Algo más alejada —a 12,1 años luz— se encuentra la también variable eruptiva YZ Ceti; en 2017 se anunció el descubrimiento de tres planetas extrasolares en órbita alrededor de esta enana roja.
Otro sistema cercano, Gliese 105, consta de una enana naranja de tipo K3V, una enana roja de tipo M3 y una segunda enana roja de tipo M7V cuyo diámetro no debe ser mucho mayor que el de Júpiter. Este sistema se encuentra a 23 años luz de distancia de la Tierra.

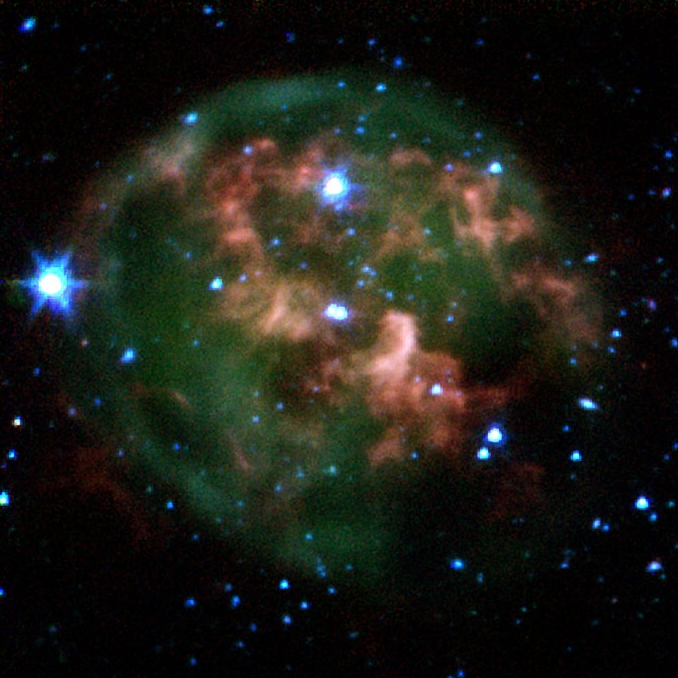
Imagen de NGC 246 obtenida con el telescopio espacial Spitzer

Otro objeto de interés es el púlsar PSR J0108-1431, el segundo más cercano a la Tierra. Con una edad estimada de 166 millones de años y un período de rotación de 0,8 segundos, es uno de los púlsares más antiguos que se conocen.
NGC 246 es una nebulosa planetaria cuya estrella central, probablemente un remanente de una estrella de Wolf-Rayet, tiene una temperatura de 200 000 K, lo que la convierte en una de las estrellas conocidas más calientes. Se encuentra a 1670 años luz del sistema solar.

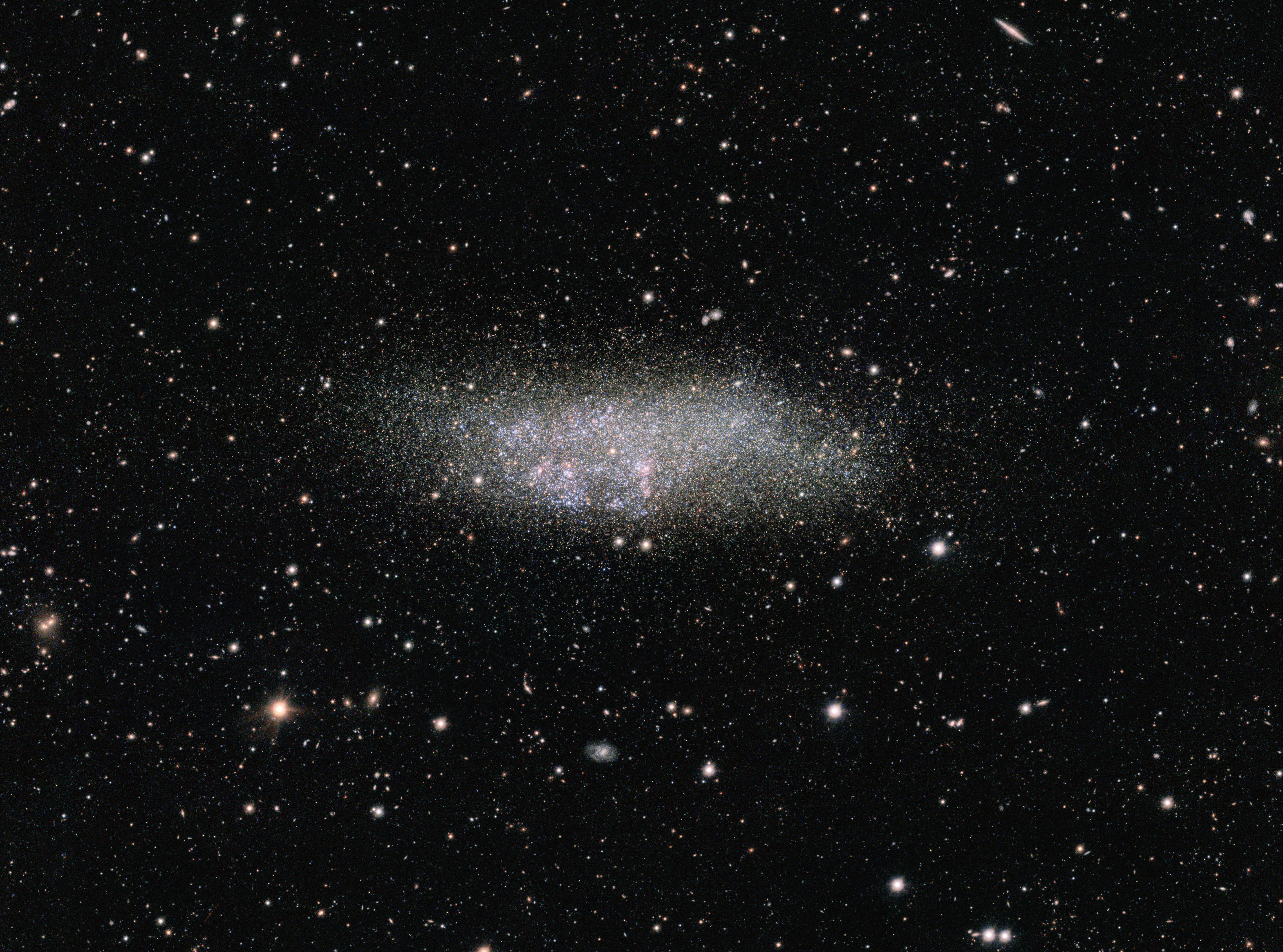
Imagen de la galaxia Wolf-Lundmark-Melotte (WLM) obtenida con el VLT

En Cetus se pueden observar numerosas galaxias, entre las cuales destaca M77, galaxia espiral barrada a unos 47 millones de años luz de la Tierra. Clasificada como una galaxia Seyfert de tipo II, es la representante más cercana y brillante de esta clase de galaxias activas.
NGC 1055 es otra galaxia espiral barrada que, al igual que M77, forma parte del Grupo de M77.
Por otra parte, NGC 247 es una galaxia espiral intermedia —también clasificada como espiral enana— de 70 000 años luz de diámetro situada a 11,1 millones de años luz miembro del grupo de Sculptor.
NGC 1087 es también una galaxia espiral intermedia situada a 52 millones de años luz. Mucho más distante, a 250 millones de años luz, NGC 17 es una galaxia que parece haberse formado como resultado de la fusión de otras dos galaxias.
De distinta índole es Wolf-Lundmark-Melotte (WLM), una galaxia irregular situada en los confines del Grupo Local y  que está aislada de otras galaxias, ya que su vecina más próxima, IC 1613, se encuentra a un millón de años luz. De forma bastante alargada, su extensión es del orden de unos 8000 años luz, incluyendo un halo de estrellas muy antiguas descubierto en 1996.
Por su parte, IC 1613 es una galaxia enana irregular cuya población dominante tiene una edad de 7000 millones de años y que se caracteriza por su metalicidad extremadamente baja.
La eclíptica pasa muy cerca del límite de Cetus, por lo que planetas y asteroides pueden encontrarse en esta constelación durante breves períodos. El asteroide 4 Vesta fue descubierto en Cetus en 1807.

## Estrellas principales

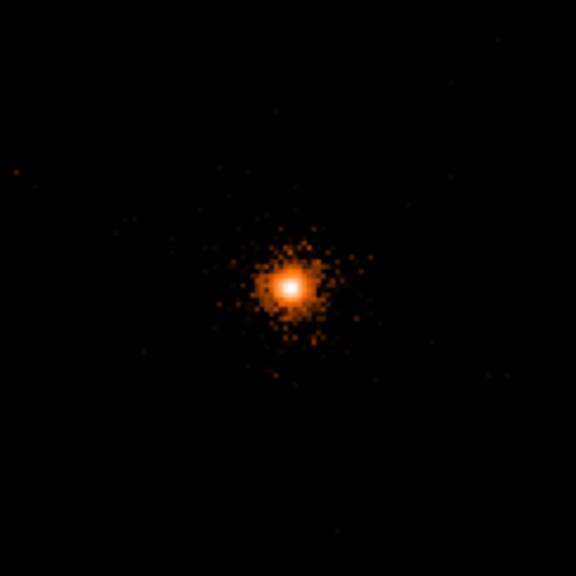
Imagen en rayos X de Diphda obtenida con el observatorio Chandra

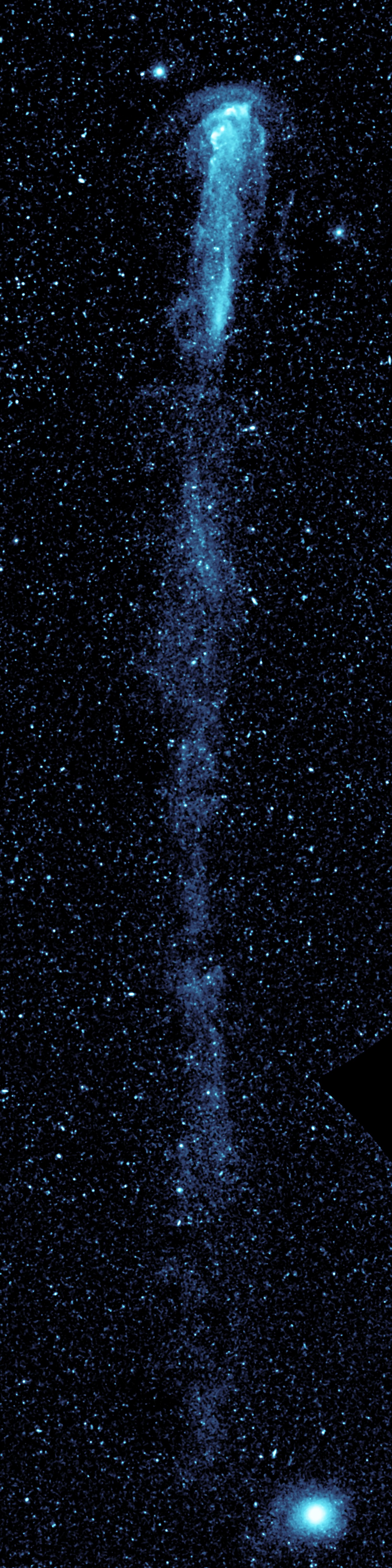
Imagen de Mira en luz ultravioleta, en donde se aprecia el rastro que deja la estrella.

- α Ceti (Menkar), gigante roja de magnitud 2,54 que forma una doble óptica con la estrella 93 Ceti.
- β Ceti (Deneb Kaitos o Diphda), la estrella más brillante de la constelación con magnitud 2,04, es una gigante de color amarillo-naranja.
- γ Ceti (Kaffaljidhma), estrella binaria de color amarillo y azul a través del telescopio; ambas componentes están separadas unos 3 segundos de arco.
- δ Ceti, subgigante blanco-azulada de magnitud 4,08 y variable Beta Cephei que se localiza en el ecuador celeste.
- ζ Ceti (Baten Kaitos), una gigante naranja de magnitud 3,9.
- η Ceti (Deneb Algenubi), gigante naranja de magnitud 3,45 situada a 118 años luz del sistema solar.
- κ Ceti, denominación de Bayer compartida por dos estrellas distintas: κ1 Ceti, enana amarilla a 30 años luz que emite grandes llamaradas, y κ2 Ceti, una gigante amarilla.
- λ Ceti, estrella blanco-azulada de magnitud 4,71.
- μ Ceti, gigante o subgigante blanco-amarilla de magnitud 4,27.
- ξ Ceti, da nombre a dos estrellas diferentes: ξ1 Ceti, una supergigante amarilla y binaria espectroscópica, y ξ2 Ceti, una estrella blanco-azulada.
- ο Ceti (Mira, en latín «maravillosa»), fue la primera estrella variable descubierta en 1596. Prototipo de variables de largo periodo (ciclo de 332 días variando de magnitud 2,2 a 10) que llevan su nombre (variables Mira).
- σ Ceti, estrella blanco-amarilla de magnitud 4,75.
- τ Ceti, enana amarilla de magnitud 3, a menos de 12 años luz de la Tierra y en donde se comenzó a buscar vida extraterrestre debido a que es un astro muy similar al Sol.
- υ Ceti, gigante naranja de magnitud 4,01.
- φ Ceti es una denominación de Bayer compartida por cuatro distintas estrellas; φ1 Ceti es una gigante naranja y φ2 Ceti es una estrella blanco-amarilla distante 50 años luz.
- 3 Ceti, supergigante anaranjada distante más de 2000 años luz.
- 6 Ceti, estrella de magnitud 4,89 que puede estar rodeada por un cinturón similar al cinturón de Kuiper.
- 9 Ceti (BE Ceti), enana amarilla muy joven y variable BY Draconis.
- 13 Ceti (BU Ceti), estrella múltiple y variable RS Canum Venaticorum.
- 18 Ceti, enana amarilla de magnitud 6,15 con una posible compañera estelar.
- 60 Ceti, gigante blanca de magnitud 5,43.
- 75 Ceti, gigante amarilla con un planeta.
- 79 Ceti y 81 Ceti, respectivamente una subgigante y una gigante de tipo G; en cada una de ellas se ha descubierto un planeta extrasolar.
- 94 Ceti, sistema binario compuesto por una enana amarilla y una enana roja; alrededor de la primera se ha descubierto un planeta.
- Luyten 726-8, la sexta estrella más cercana a la Tierra forma un sistema binario de dos enanas rojas. Luyten 726-8 B, llamada también UV Ceti, es un ejemplo típico de estrella fulgurante.
- R Ceti, variable Mira cuyo brillo varía entre magnitud 7,2 y 14,0 en un ciclo de 166,24 días.
- T Ceti, variable semirregular de brillo variable entre magnitud 5,0 y 6,9.
- YZ Ceti, también estrella fulgurante a 12 años luz del sistema solar.
- ZZ Ceti, enana blanca pulsante, prototipo de un grupo de variables que llevan su nombre.
- AB Ceti (HR 710), sistema binario compuesto por una estrella Ap y una enana blanca.
- BG Ceti (HD 3326), variable Delta Scuti de magnitud 6,06.
- CD Ceti, tenue enana roja distante 28 años luz.
- DK Ceti (HD 12039), variable BY Draconis con un disco circunestelar.
- EX Ceti (HD 10008), también variable BY Draconis; forma parte de la asociación estelar Hércules-Lyra.
- HD 1461, enana amarilla con un planeta extrasolar confirmado.
- HD 15115, estrella en donde se ha descubierto un disco circunestelar marcadamente asimétrico.
- HD 15477, es una estrella de magnitud aparente +8,75.
- Gliese 84 y Gliese 87, tenues enanas rojas distantes 29,8 y 34,0 años luz respectivamente.
- Gliese 105 (HR 753), sistema estelar triple a 23,5 años luz.
- GJ 2012, enana blanca cercana a 29,5 años luz.
- BD-17 63, distante enana naranja que alberga un planeta.
- HIP 5158, enana naranja también con un planeta.
- WD 0053-090, enana blanca caliente cuya temperatura superficial supera los 80.000 K.
- PSR J0108-1431, uno de los pulsares más antiguos así como uno de los más próximos al sistema solar.

## Objetos de cielo profundo

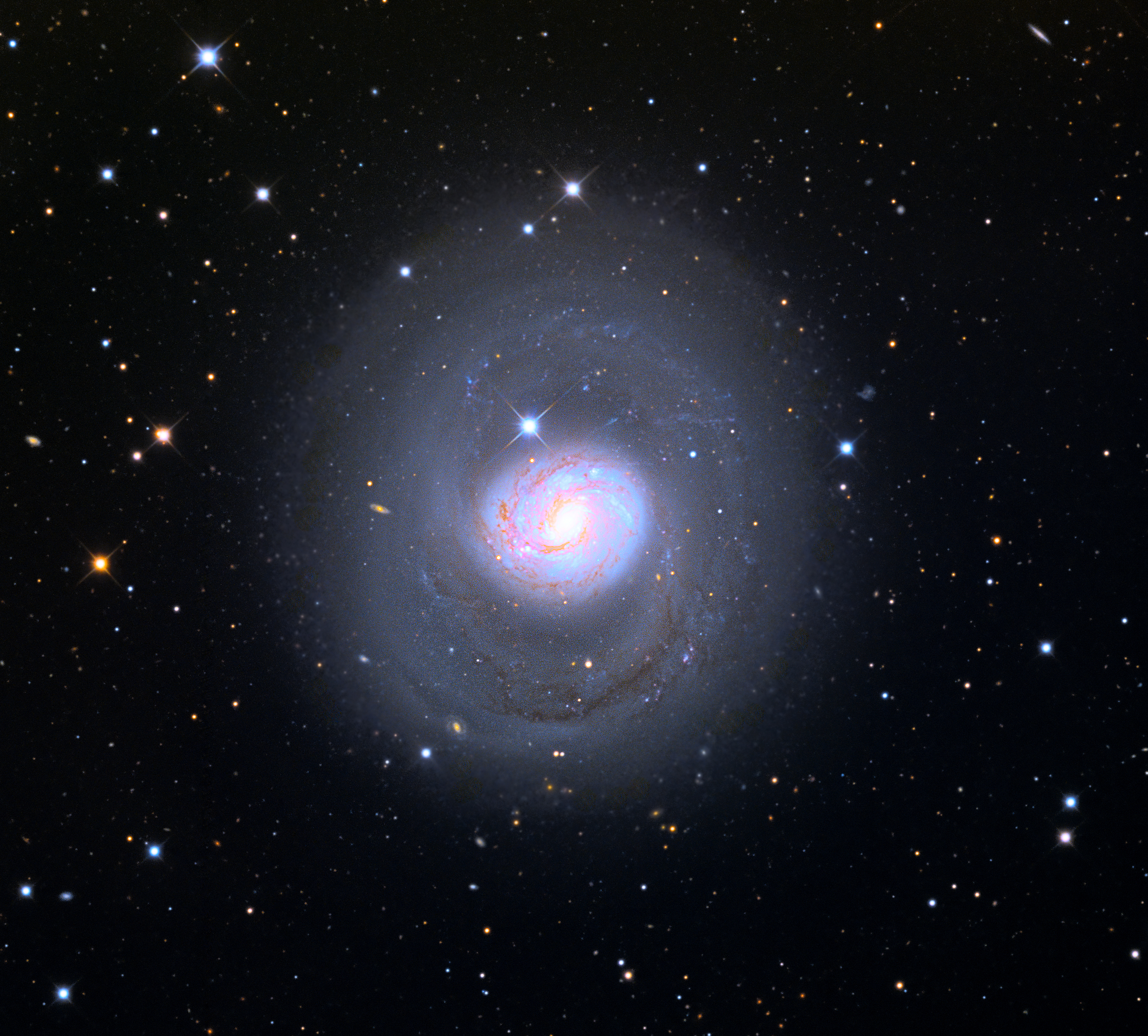
M77, miembro principal del Grupo de M77. Se encuentra a 47 millones de años luz de distancia.

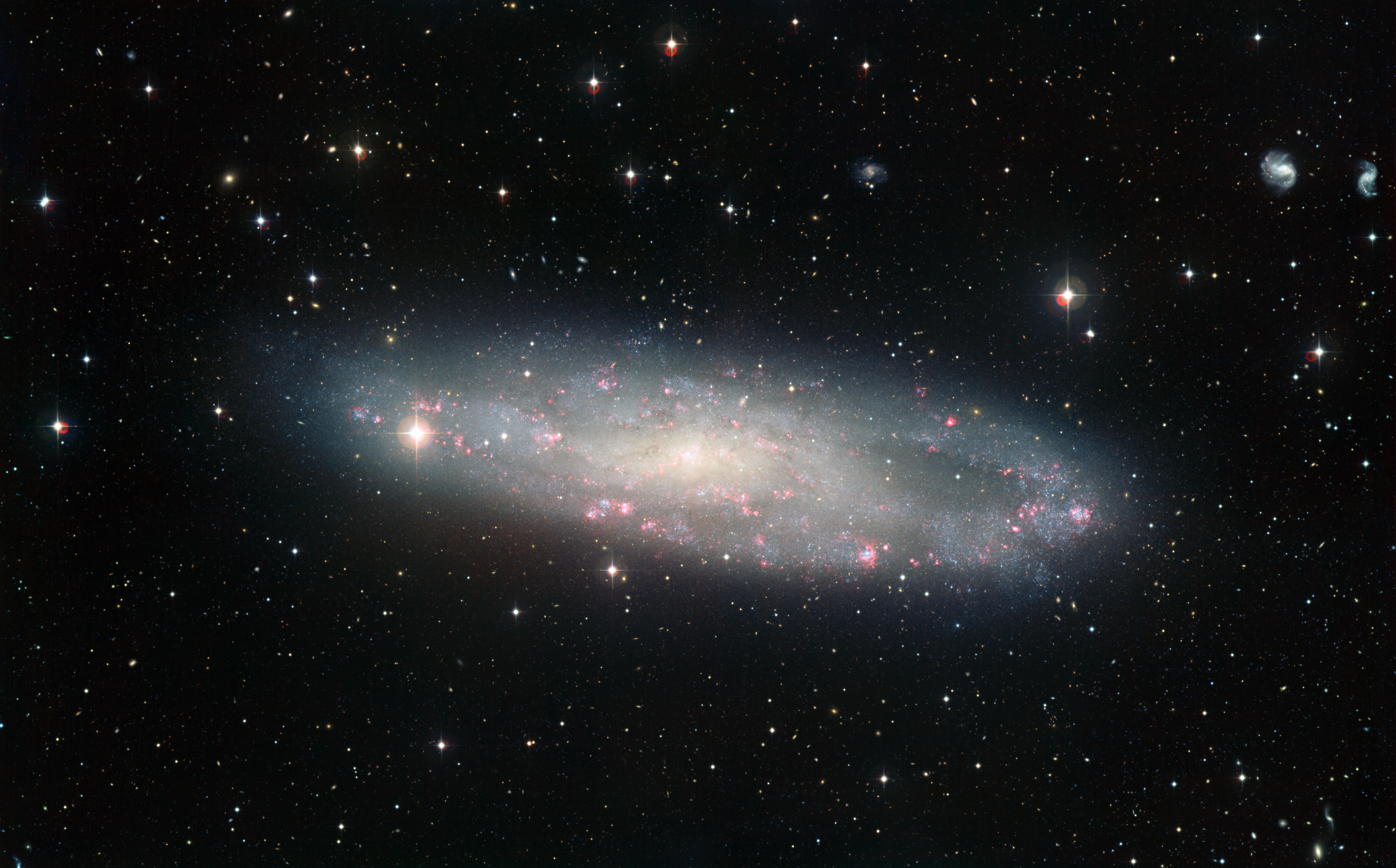
Galaxia espiral del Grupo Sculptor NGC 247.

- M77 (NGC 1068), una de las galaxias más grandes del catálogo Messier, miembro dominante de un grupo de galaxias que lleva su nombre (Grupo de M77). Su área central brillante abarca unos 120 000 años luz, pero sus extensiones más tenues alcanzan hasta cerca de los 170 000 años luz. AR: 02h 42m 42.0s Dec: -00°01'00" (Época 2000).
- NGC 17, galaxia resultante de la fusión de otras dos galaxias, habiéndose observado formación estelar reciente en sus regiones centrales.
- NGC 45, galaxia espiral de muy bajo brillo superficial.
- NGC 217, galaxia espiral, NGC 1042, galaxia espiral barrada, y NGC 1052, galaxia elíptica.
- NGC 247, galaxia espiral miembro del Grupo Sculptor, una de las agrupaciones galácticas más cercanas a la Vía Láctea. Se encuentra a 9 millones de años luz. AR: 00h 47m 06.0s Dec: -20°46'00" (Época 2000).
- NGC 615, también una galaxia espiral. AR: 01h 35m 06.0s Dec: -07°20'00" (Época 2000).
- NGC 908, galaxia espiral barrada a 60 millones de años luz. Es la galaxia principal de un grupo de galaxias que lleva su nombre.
- NGC 1055, galaxia espiral barrada de tipo SBb que se encuentra a unos 52 millones de años luz de distancia. Forma un sistema binario con M77.
- Un grado al estesureste de M77 se pueden observar las galaxias espirales NGC 1087 y NGC 1090. Estas dos galaxias no forman parte de la misma agrupación galáctica.
- Galaxia IC 1613, galaxia enana perteneciente al Grupo Local. Junto a las Nubes de Magallanes, es la única galaxia enana irregular del Grupo Local en donde se han encontrado estrellas variables RR Lyrae.[46]
- Galaxia de Wolf-Lundmark-Melotte, de magnitud 11,0 es una galaxia irregular en los límites del Grupo Local.
- NGC 246, nebulosa planetaria de pequeño diámetro.
- Abell 370, cúmulo de galaxias a 5000 millones de años luz.

## Mitología

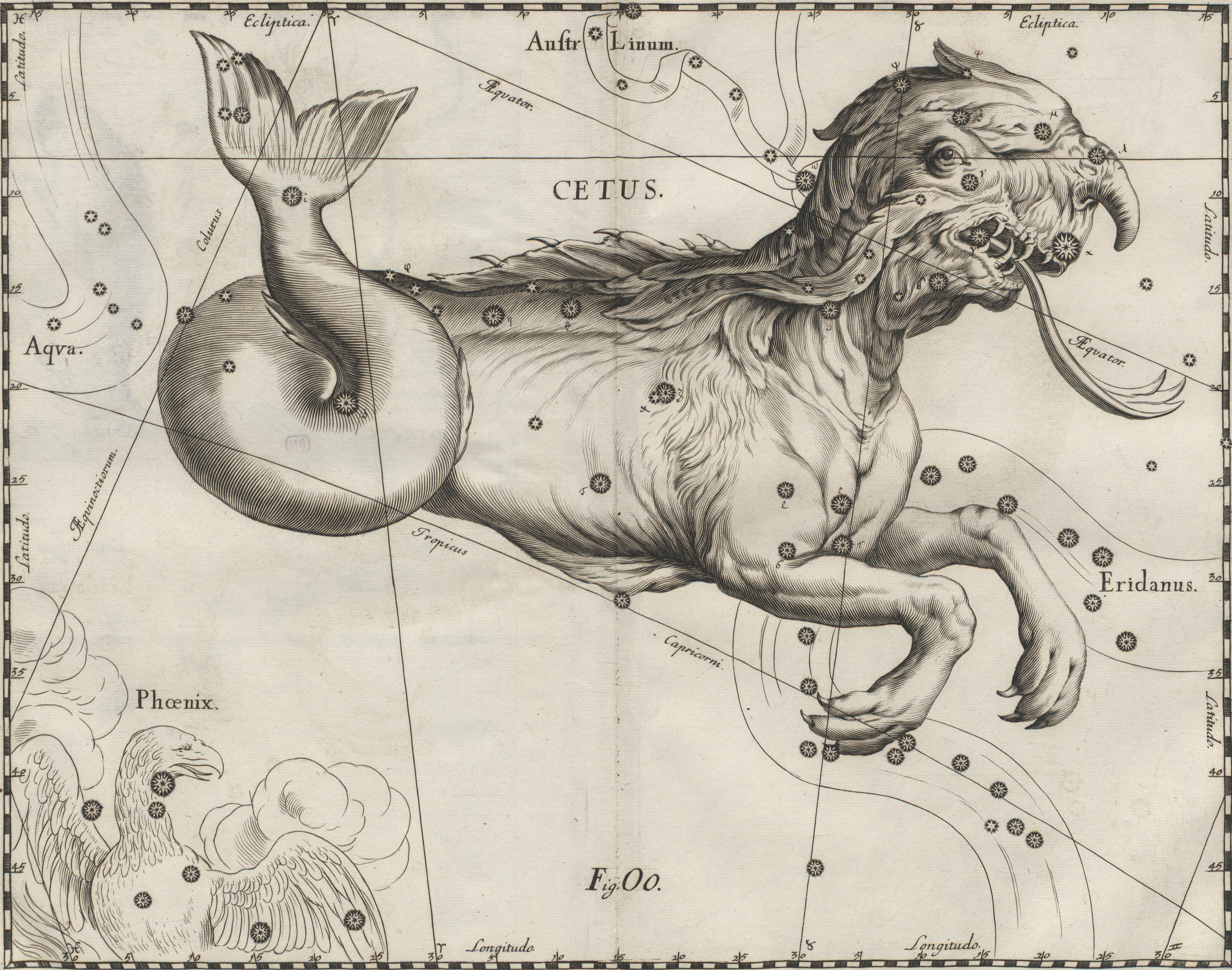
Cetus.

El catasterismo del Monstruo marino o la Ballena, en la mitología griega, y según palabras de Eratóstenes, es el que Poseidón le mandó a Cefeo porque Casiopea había rivalizado en belleza con las Nereidas. Perseo lo mató, y por ello fue situado entre los astros en recuerdo de su hazaña. Esto lo cuenta Sófocles, el poeta trágico, en su Andrómeda. En la parte de la cola tiene dos estrellas sin brillo; desde la cola hasta la prominencia del costado, cinco; bajo el vientre, seis: en total, trece. Otros dicen que, como fue asesinado por Perseo, a causa de su enorme tamaño y su valor fue colocado entre las constelaciones.
Las constelaciones de Cefeo, Casiopea, Andrómeda, Perseo y Cetus también están vinculados en las leyendas de sus catasterismos.
En la astronomía china, las estrellas de Cetus se encuentran entre dos zonas: la Tortuga Negra del Norte (北方玄武, Běi Fāng Xuán Wǔ) y el Tigre Blanco del Oeste (西方白虎, Xī Fāng Bái Hǔ).
Los pueblos tucanos y cubeo del Amazonas utilizaron las estrellas de Cetus para crear un jaguar, que representaba al dios de los huracanes y otras tormentas violentas. Lambda, Mu, Xi, Nu, Gamma y Alpha Ceti representaban su cabeza; Omicron, Zeta y Chi Ceti representaban su cuerpo; Eta Eri, Tau Cet y Upsilon Cet marcaban sus piernas y pies; y Theta, Eta y Beta Ceti delineaban su cola.
En Hawái, la constelación se llamaba Na Kuhi, y Mira (Omicron Ceti) pudo llamarse Kane.